# Decimotercer Doctor
El Decimotercer Doctor es la decimotercera encarnación de El Doctor, el protagonista ficticio de la serie de televisión de la BBC Doctor Who. El personaje es interpretado por la actriz británica Jodie Whittaker, la primera mujer en retratar al personaje en la serie. En la narración de la serie, el Doctor es un viajero en el tiempo, un extraterrestre humanoide de una raza conocida como los Señores del Tiempo. Para explicar la retirada de los actores en la serie, la serie introdujo el concepto narrativo de regeneración, un medio para que un Señor del Tiempo obtenga una nueva fisiología, apariencia y una nueva personalidad distinta cuando El Doctor se acerca al final de la encarnación actual.
Jodie Whittaker apareció por primera vez al final del Especial de Navidad de 2017 Twice Upon a Time y actúa como El Doctor desde 2018 en adelante en la undécima temporada.

## Casting

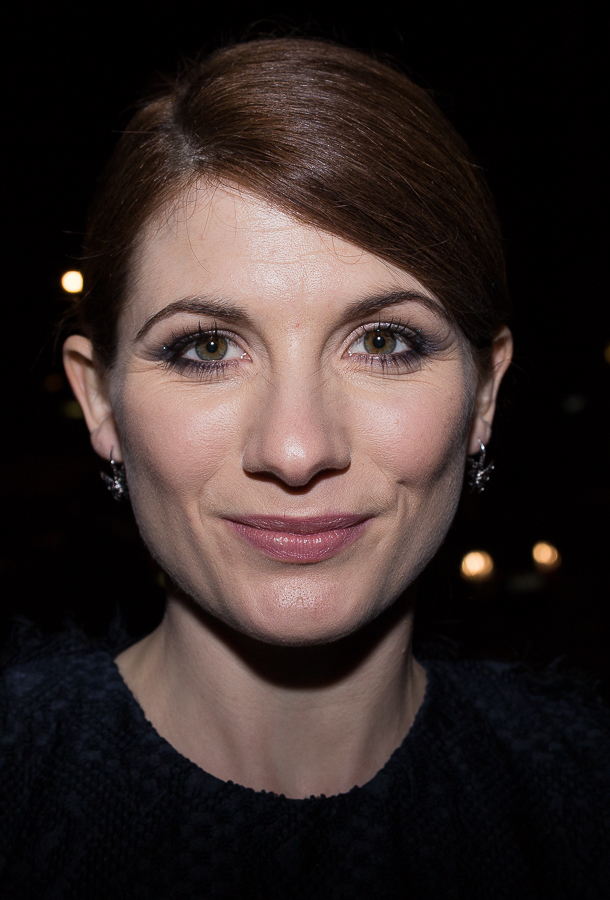
Whittaker en los Moet BIFA British Independent Film Awards, December 2014

En enero de 2016, Steven Moffat anunció que dejaría la serie a partir de la décima temporada. Tras su salida se programó que la seria iría a cargo de Chris Chibnall. Peter Capaldi confirmó un año después que la décima temporada sería la última. Después de esta noticia, varios medios de comunicación especularon sobre quién reemplazaría a Capaldi como el Decimotercer Doctor. Los favoritos de las casas de apuestas incluyen a Ben Whishaw, Phoebe Waller-Bridge, Kris Marshall y Tilda Swinton.

### Casting como mujer
El concepto de un Doctor femenino se mencionó por primera vez en 1981, cuando Tom Baker sugirió que su sucesor podría ser una mujer, después de anunciar el final de su mandato como el Cuarto Doctor. El productor John Nathan-Turner discutió la posibilidad de elegir a una mujer como el Sexto Doctor para reemplazar a Peter Davison como el Quinto Doctor, alegando que era factible pero no algo que estuviera considerando en este momento. En octubre de 1986, durante la transmisión de la última temporada de Colin Baker como el Sexto Doctor, el creador de la serie Sydney Newman escribió al auditor de la BBC, Michael Grade, con una sugerencia de que "en una etapa posterior, el Doctor Who debería metamorfosearse en una mujer". Dawn French, Joanna Lumley y Frances de la Tour fueron sugeridas por Newman en 1986 para el papel, pero fueron descartadas por la BBC. Lumley apareció más tarde como una versión satírica del Decimotercer Doctor en el especial de Comic Relief de 1999 titulado The Curse of Fatal Death. Arabella Weir también jugó un Tercer Doctor alterno en el episodio Exile, un audio creado por Big Finish. Ninguna de las representaciones se considera dentro de la continuidad principal de la serie. La productora Jane Tranter también consideró elegir a Judi Dench como el Noveno Doctor. Helen Mirren fue sugerida como potencial para el papel del Duodécimo Doctor.
El concepto de los Señores del Tiempo cambiando el género después de la regeneración fue sembrado a lo largo de la tenencia de Moffat como showrunner. En el episodio de 2011 "La mujer del Doctor", el Doctor recuerda a un conocido Señor del Tiempo conocido como el Corsario, que tenía al menos dos encarnaciones femeninas. En el cortometraje de 2013 "La noche del Doctor", la Hermandad de Karn ofrece a un moribundo Octavo Doctor (Paul McGann) el control sobre su inevitable regeneración, con "hombre o mujer" promocionado como posibilidades. La primera regeneración cruzada de género en pantalla se mostró en el episodio de 2015 "Huido del infierno", en el que un general blanco varón Gallifreyan (Ken Bones) se regenera en una mujer negra (T'Nia Miller), que afirma que su encarnación anterior fue la única vez que ella había sido un hombre.
El más notable cambio de género entre Señores del Tiempo, tanto en femenino como en masculino antes del casting de Whittaker fue El Amo, interpretada desde 2014 hasta 2017 por la actriz escocesa Michelle Gómez. Este personaje era conocido como Missy, abreviatura de "Mistress". El final de la décima temporada, World Enough and Time/The Doctor Falls, aborda la regeneración entre géneros varias veces. El Doctor le dice a su compañera de viajes Bill Potts (Pearl Mackie) que Missy fue "su primer hombre del que se enamoró", además añade que en ese momento estaba bastante seguro de que era un hombre.

### Casting de Whittaker
Al referirse a si el nuevo Doctor sería una mujer, el nuevo showrunner Chris Chibnall fue citado originalmente en 2017, diciendo: "No se descarta nada, pero no quiero que el casting sea un truco y eso es todo lo que puedo decir". El 14 de julio de 2017, la BBC anunció que la persona que interpretaría el Decimotercer Doctor se revelaría después de la final masculina del Campeonato de Wimbledon 2017 el 16 de julio de 2017. Inmediatamente después del anuncio, el actor de Crimen en el paraíso Kris Marshall fue el favorito de las casas de apuestas, aunque veinticuatro horas más tarde, Jodie Whittaker, notable por su papel como Beth Latimer en el drama criminal Broadchurch del actual showrunner, se había convertido en la favorita. Whittaker fue presentada como el Decimotercer Doctor el 16 de julio y posteriormente debutó en el especial navideño de 2017 "Twice Upon a Time". En el casting de Whittaker, Chibnall dijo: "Siempre supe que quería que el Decimotercer Doctor fuera una mujer y estamos encantados de haber asegurado nuestra elección número uno. Su audición para El Doctor simplemente nos dejó sin aliento". 
El Decimotercer Doctor hizo su debut en los momentos finales de Twice Upon a Time, el especial de Navidad de 2017. En octubre de 2017, la BBC anunció que Bradley Walsh, Mandip Gill y Tosin Cole habían sido seleccionados como los compañeros Graham O'Brien, Yasmin Khan y Ryan Sinclair, respectivamente, por la undécima serie, y aparecerán junto a Whittaker a finales de 2018.

## Apariencia

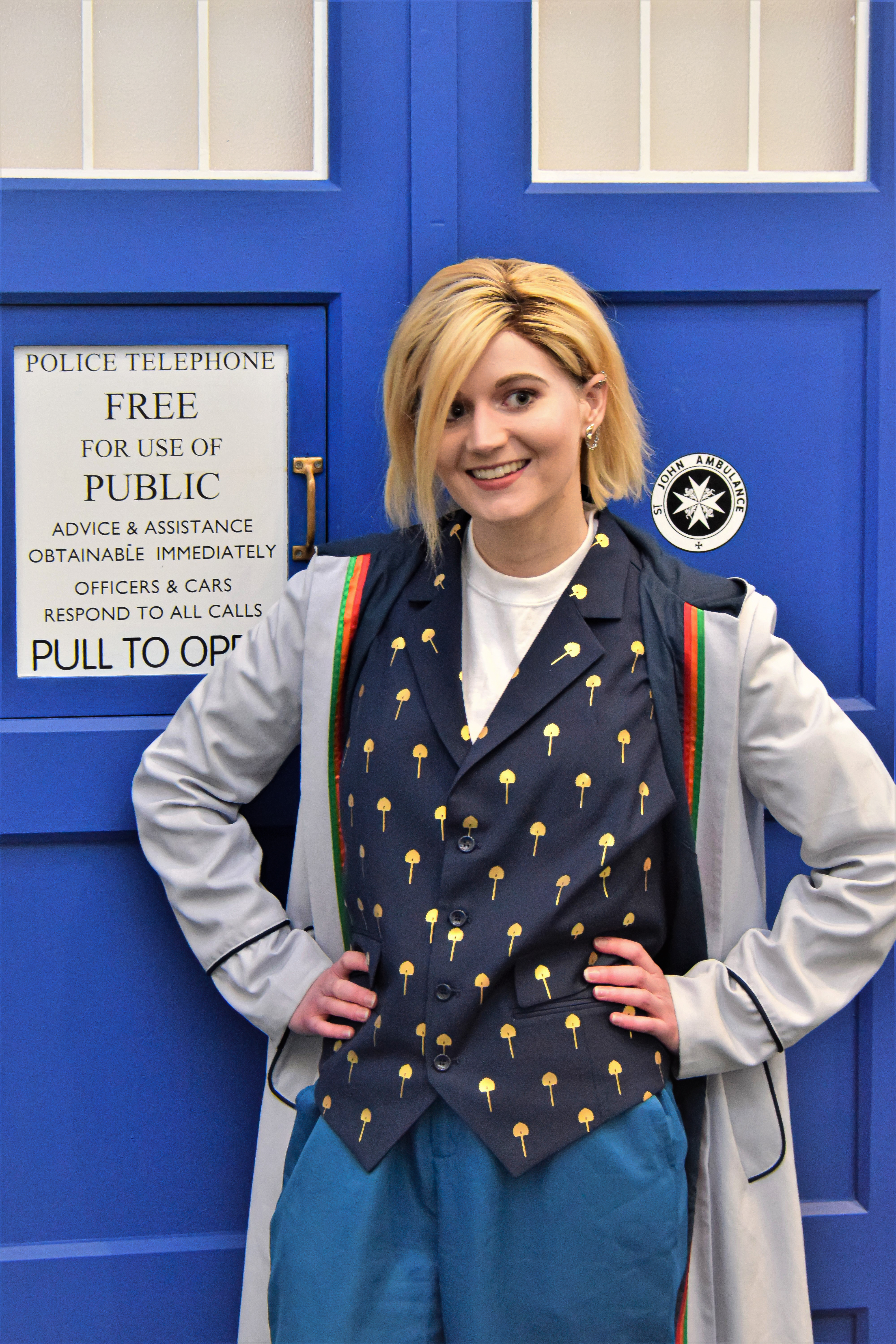
Cosplay del Decimotercer Doctor en 2020.

Las primeras imágenes de la indumentaria de Whittaker fueron reveladas a los medios de comunicación el 9 de noviembre de 2017. Su traje presenta culottes azules de talle alto con tirantes amarillos, una camisa negra con una franja de arcoíris, un abrigo azul lila, marrón botas con cordones, calcetines azules y pírsines en su oreja izquierda. Algunos fanáticos notaron que el atuendo tenía similitudes con los trajes de los Doctores anteriores con otros comparándolo con el traje de Robin Williams en la comedia de situación estadounidense Mork & Mindy.

## Recepción
La reacción de los fanáticos ante el casting de Whittaker fue en gran medida positiva, aunque una minoría considerable no estaba contenta. Algunos dijeron que una Doctor sería un buen modelo a seguir para las chicas jóvenes, mientras que otros pensaban que el Doctor solo debía ser un hombre, o criticaron el casting como un ejercicio de corrección política. Durante el panel de Doctor Who en la San Diego Comic Con International de 2017, el showrunner saliente Steven Moffat negó que hubiera habido una "reacción violenta" sobre el casting de Whittaker, y dijo que había "80% de aprobación en las redes sociales". Moffat comentó: "Me sorprende que los fanáticos de Doctor Who estén más entusiasmados con la idea de que una brillante actriz interprete el papel, que el hecho de que sea una mujer. Ha sido increíblemente progresista e ilustrada".
La periodista de The Guardian Zoe Williams describió el casting de Whittaker como "la feminista revolucionaria que necesitamos en este momento", alabando la decisión como "la diferencia entre tolerar la modernidad y encarnarla". Williams comparó el casting de una Doctor con otros ejemplos del espectáculo rompiendo "tabúes culturales", mencionando a los compañeros del Capitán Jack Harkness (John Barrowman) y Bill Potts (Pearl Mackie) como ejemplos de la diversidad de la serie.
La reacción entre los ex actores de Doctor Who fue positiva. Colin Baker, quien interpretó al Sexto Doctor, citando a su propio personaje en sus historias introductorias The Caves of Androzani y The Twin Dilemma, tuiteó "¡Cambia mis sueños y ni un momento demasiado pronto, ella ES la Doctor, te guste o no!". En un artículo de opinión para The Guardian, Baker escribió que "nunca había podido pensar en ninguna razón lógica" por la cual el Doctor no podía ser una mujer, y se describió a sí mismo como "sorprendido" de que algunos fanáticos del espectáculo prometieran no hacerlo. Por el contrario, Peter Davison, quien interpretó al Quinto Doctor, declaró que el casting podría significar "la pérdida de un modelo a seguir para los niños". Sin embargo, señaló que Whittaker es una "actriz fabulosa" y que haría "un trabajo maravilloso" en el papel. Tom Baker, quien interpretó al Cuarto Doctor, reaccionó positivamente a las noticias. Sin embargo, advirtió que si la audiencia pierde interés, entonces Whittaker debería ser reemplazado. Dijo: "Creo que podría ser bastante agradable tener una mujer. Pero simplemente prueba. Si a la audiencia no le gusta, mátala. Por cierto, nadie ha fallado, nadie lo ha hecho, es solo eso." Freema Agyeman, que interpretó al personaje Martha Jones entre 2007 y 2010, dijo que estaba "asombrada" por la negativa recepción de parte de algunos fanáticos y que la historia cambiara fue clave para su fortaleza y longevidad. Los exmiembros del elenco Christopher Eccleston, David Tennant, Billie Piper, Karen Gillan y John Barrowman reaccionaron positivamente ante las noticias.
| Predecesor: Duodécimo Doctor | El Doctor 2017-2022 | Sucesor: Decimocuarto Doctor |